# Kultura Hongshan

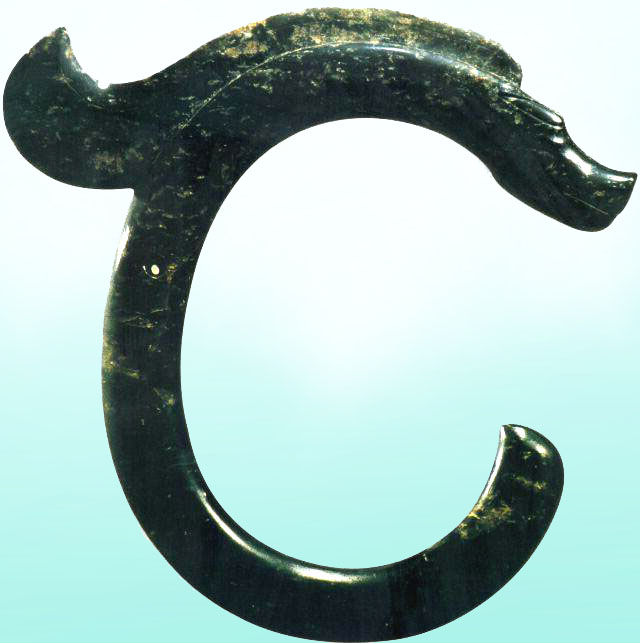
Nefrytowa ozdoba w kształcie smoka, wytwór kultury Hongshan. Chińskie Muzeum Narodowe

Kultura Hongshan (chiń. upr. 红山文化; chiń. trad. 紅山文化; pinyin Hóngshān wénhuà) – chińska kultura neolityczna datowana na okres ok. 5000–2500 p.n.e. Obejmowała swoim zasięgiem tereny północno-wschodnich Chin, dzisiejsze Liaoning i Mongolię Wewnętrzną. Chang Kwang-chih (datując tę kulturę na lata 3000-2500 p.n.e.), twierdzi, że była ona trzecią z kolejno zamieszkujących te tereny kultur neolitycznych: poprzedzały ją kultury Xinglongwa (8500-7000 p.n.e.) i Xinle (7000-5000 p.n.e.). Były to kultury o mieszanej rolno-pasterskiej kulturze, uprawiające proso i hodujące bydło domowe i owce. Sprzyjała im naturalnie gęsta roślinność, dzięki której tereny te były dużo żyźniejsze niż obecnie (uległy pustynnieniu od czasów dynastii Han).
Na stanowiskach archeologicznych należących do kultury Hongshan znaleziono liczne ozdoby wykonane z nefrytu oraz malowaną ceramikę. Najbardziej znanym stanowiskiem tej kultury jest ośrodek kultowo-grobowy Niuheliang, znajdujący się w prowincji Liaoning. Wytwory kulturowe Hongshan stały na wysokim poziomie, a pojawiający się wśród nich motyw smoka stał się w późniejszych czasach jednym z symboli Chin.